# 7 Okręgowa Składnica Sprzętu Inżynieryjnego i Materiałów Wybuchowych
7 Okręgowa Składnica Sprzętu Inżynieryjnego i Materiałów Wybuchowych  (7 OSSIiMW) – nieistniejąca już jednostka logistyczna Wojska Polskiego, podporządkowana Okręgowi Wojskowemu Nr II, dalej Pomorskiemu Okręgowi Wojskowemu, została sformowana na podstawie zarządzenia Szefa Sztabu Generalnego nr 046/Org. z dnia 16 marca 1950 r., rozformowana 31 grudnia 1999 r.

## Formowanie i szkolenie
Została sformowana na bazie 3 pułku pontonowego 16 marca 1950 we Włocławku jako Okręgowa Składnica Sprzętu Inżynieryjno-Saperskiego nr 2 (JW 4666) na podstawie zarządzenia Sztabu Generalnego nr 046/Org. z dnia 16.03.1950 i zarządzenia Org. POW II nr 025 z dnia 28.08.1950. Bezpośredni wpływ na utworzenie jednostki było rozwiązanie 53 Wojskowego Składu Inżynieryjnego. 19 września 1951 zafunkcjonowała jako 7 Okręgowy Skład Sprzętu Inżynieryjno-Saperskiego i zmieniła garnizon na Drawno. Jednostka przeszła na zaopatrzenie i pod ochronę 41 batalionu saperów. W 1953 na podstawie zarządzenia szefa Sztabu Generalnego Wojska Polskiego składnica przejęła cały rejon zakwaterowania po rozformowaniu 41 batalionu saperów. Powołano spośród osób funkcyjnych składnicy dowództwo garnizonu Drawno.. W 1961 nastąpiła kolejna zmiany nazwy na 7 Okręgową Składnicę Sprzętu Inżynieryjno-Saperskiego. 22 stycznia 1978 zmieniono nazwę składnicy na 7 Okręgową Składnicę Sprzętu Inżynieryjnego i Materiałów Wybuchowych. 30 listopada 1993 7 Okręgowa Składnica Sprzętu Inżynieryjnego i Materiałów Wybuchowych z podporządkowania szefa Wojsk Inżynieryjnych POW przeszła w podległość szefa Logistyki POW na podstawie zarządzenia dowódcy POW nr PF 112 z dn. 25 października 1993 r.. 
W 1997 zafunkcjonował kapelan wojskowy w garnizonie Drawno, a zarazem w składnicy, ks. ppłk Franciszek Kędziora. Wcześniej posługę pasterską sprawował ks. prałat Stanisław Gulczyński. W dniach 5-28 kwietnia 1999 r. składnica poddana została kontroli Departamentu Kontroli MON. 7 Okręgowa Składnica Sprzętu Inżynieryjnego i Materiałów Wybuchowych w związku z reorganizacją logistyki została rozformowana 31 grudnia 1999 rozkazem Szefa Sztabu Generalnego WP nr Pf-70/Org. z dnia 24 czerwca 1999. Składnicę przekształcono na Skład Materiałowy Drawno, jednocześnie włączono w skład nowo formowanej 2 Rejonowej Bazy Materiałowej, której komenda mieściła się w Wałczu. Mimo rozformowania składnicy garnizon Drawno dalej funkcjonował. 12 kwietnia 2011 Skład Materiałowy Drawno na mocy rozkazu Szefa Inspektoratu Wsparcia Sił Zbrojnych nr Pf-29/Org. z dnia 12 kwietnia 2011 roku został w terminie do dnia 15 lipca 2011 roku wyłączony z podporządkowania pod 2 RBM i wszedł w skład 1 Regionalnej Bazy Logistycznej oraz zmienił nazwę na Skład Drawno 1 Regionalnej Bazy Logistycznej.

## Zadania
Zasadniczym zadaniem składnicy, wynikającym z jej pokojowego i wojennego przeznaczenia było: przyjmowanie, przechowywanie i dystrybucja technicznych środków materiałowych i bojowych dla jednostek wojskowych w rejonie odpowiedzialności.
Składnica w zakresie mobilizacyjnego zabezpieczenia wojsk, miała w planach mobilizować następujące jednostki:
- 62 Baza Naprawy Sprzętu Inżynieryjnego
- 88 Polowy Skład Sprzętu Inżynieryjnego
- 74 Kompania Remontowo-Ewakuacyjna[a] mobilizowana na rzecz 1 Armii.

## Struktura organizacyjna (lata 80/90. XX w)
W 1989 w związku ze zmianami politycznymi w Polsce zostały wprowadzone zmiany organizacyjne w Siłach Zbrojnych RP.
W skład 7 OSSIiMW wchodziły:
- Dowództwo i sztab
- sekcja organizacyjno-ewidencyjna
  - kancelaria jawna i tajna
  - kancelaria ogólna (ewidencja przechowywanego mienia)
  - magazyny OG
  - obiekty szkoleniowe (strzelnica typu B, ośrodek instruowania wart, obiekty sportowe)
  - komenda ochrony
    - pododdziały komendy (plutony)
- sekcja przechowywania
  - ekspedycja
  - magazyny poszczególnych służb
  - drużyna konserwacji
- kwatermistrzostwo
  - sekcja zaopatrzenia
  - kuchnia i stołówka żołnierska
  - magazyn żywnościowy, magazyn mundurowy OG
  - magazyn MPS i punkt tankowania
  - izba chorych
- służba społeczno-wychowawcza
  - Klub żołnierski
  - biblioteka
- Wojskowa Administracja Koszar
- służba finansowa
- Terenowy Aparat Mobilizacyjny
- Wojskowa Straż Pożarna
- Warsztat remontowy
  - warsztat remontu sprzętu inżynieryjnego
  - warsztat naprawy sprzętu pneumatycznego i nurkowego
  - drużyna transportowa
  - drużyna napraw uniwersalnych elektrycznych źródeł zasilania

Stan:
1953 - żołnierzy - 12 wojskowych i 12 kontraktowych
1957 - żołnierzy - 166 wojskowych i 2 kontraktowych
1961 - żołnierzy - 193 wojskowych i 5 pracowników cywilnych
1973 - żołnierzy - 121 wojskowych i 12 pracowników cywilnych
1995-1999 - żołnierzy zawodowych – 60, podoficerów i szeregowych – ponad 200

## Dowódcy składnicy
- kpt. Henryk Borowski (1950 – 1956)
- ppor. Jan Świderski (1956 – 1956)
- kpt. Michał Owczarek (1956 – 1959)

- mjr Michał Pierzchalski (1959 – 1962)
- mjr Andrzej Kiryluk (1962 – 1963)
- mjr Władysław Łatuszyński (1963 – 1964)
- mjr Edward Zduńczuk (1964 – 1964)
- ppłk Franciszek Bałaj (1964 – 1971)
- ppłk Jan Sobieszek (1971 – 1974)
- ppłk Kazimierz Poleszuk (1974 – 1978)
- ppłk Lucjan Lewandowski (1978 – 1979)
- ppłk Henryk Kędzierski (1979 – 1988)
- ppłk Damian Kubica (1988 – 1994)
- mjr Waldemar Gawrylak (1994 – 1998)
- mjr Andrzej Szutowicz (1998 – 1999)

## Wyróżnienia składnicy
W okresie swojej działalności służbowej składnica była wyróżniona, między innymi:
- „Gryf Pomorski” – nadany przez Prezydium WRN w Szczecinie zasługi dla zagospodarowywania woj. szczecińskiego w dniu 10.02.1972
- „Za Zasługi dla LOK” – medal nadany przez Zarząd Główny LOK 12.10.1983
- „Za Zasługi dla Miasta i Gminy Drawno” – odznaka nadana przez władze miasta i gminy Drawno 1984;1987
- „Za Zasługi dla Województwa Gorzowskiego” – Złota Honorowa Odznaka nadana 09.05.1985
- „Za Zasługi dla PCK” – odznaka IV stopnia nadana przez Zarząd Główny PCK 26.11.1985
- Odznaka pamiątkowa od JW 2218 w Choszcznie 1996
- „40 lat honorowego krwiodawstwa” – medal nadany przez Zarząd Główny PCK 1998
- „Zasłużony działacz” – odznaka nadana przez Zarząd GOZPN 1999

## Tradycje, symbolika 7OSSIiWM

### Sala tradycji

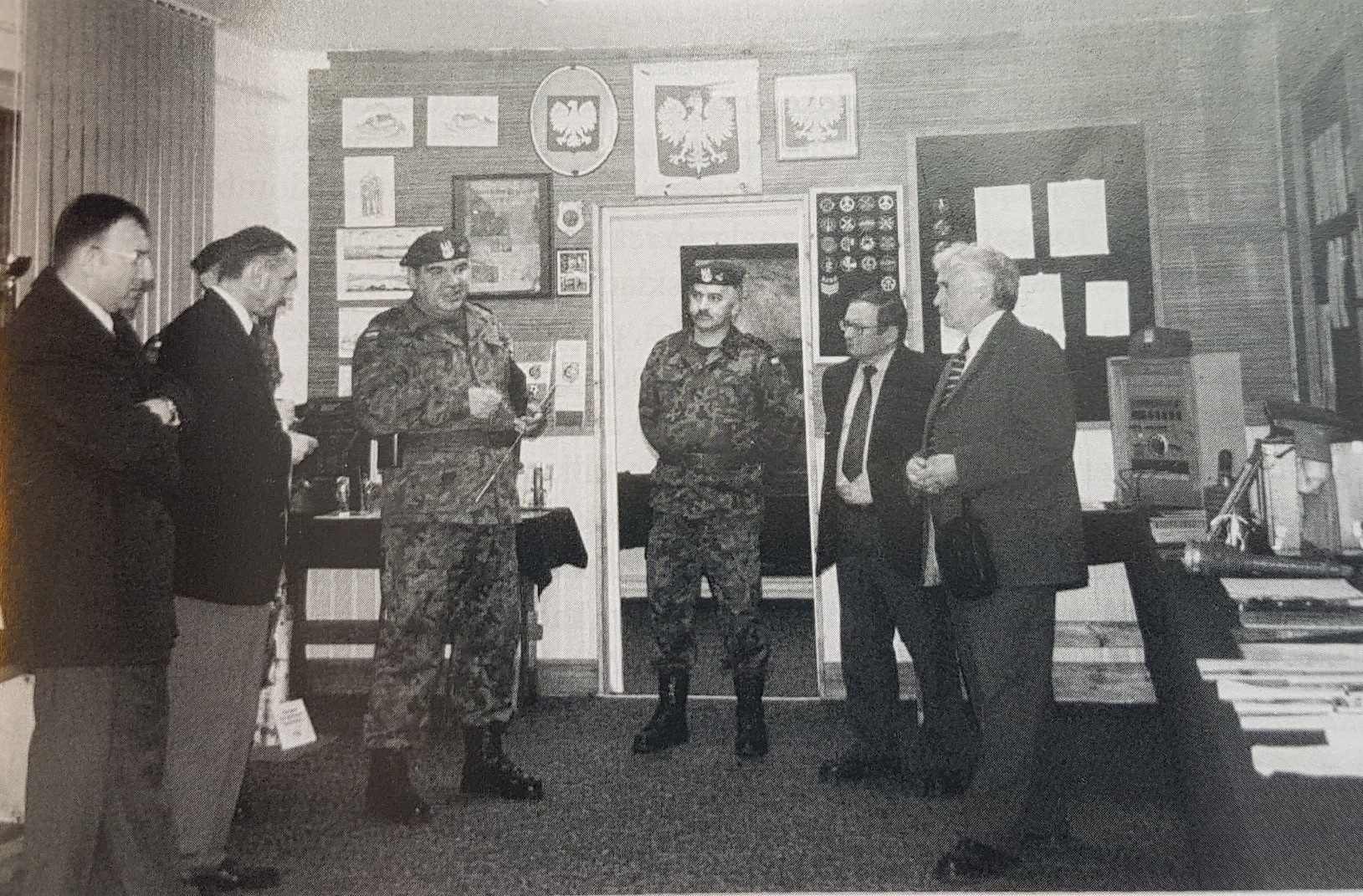
Drawno. Sala tradycji 7OSSIiMW

Sala tradycji 7 OSSIiMW została oddana do użytku 12 października 1983. Ekspozycja posiadała kroniki, dyplomy, zdjęcia oraz różnego rodzaju trofea. Na ściennych tablicach pokazano podziękowania dokumentujące to, co jednostka zrobiła dla regionu. Zaprezentowano także eksponaty świadczące o udziale saperów w misjach pokojowych, w zwalczaniu klęsk żywiołowych oraz w rozminowaniu terenu z wojennych pozostałości. Zorganizowano również kącik edukacyjny o problematyce zapobiegania tzw. zardzewiałej śmierci. W izbie wyłożono atrapy różnych typów historycznych min i drobnego sprzętu saperskiego przeznaczonego do wykrywania, ustawiania, niszczenia i minowania. Ukazano mundury saperów. Po rozformowaniu jednostki w 1999 pieczę nad salą tradycji przejęło powstałe koło Stowarzyszenia Saperów Polskich. Powstały kolejne działy w izbie. Po zmianach, jakie zaszły w 2010 z izby historycznej pozostała jej zdekompletowana ekspozycja zewnętrzna oraz w całości tzw. dział saperski, czyli utworzona w 1983 sala tradycji 7OSSIiMW.

### Odznaka pamiątkowa

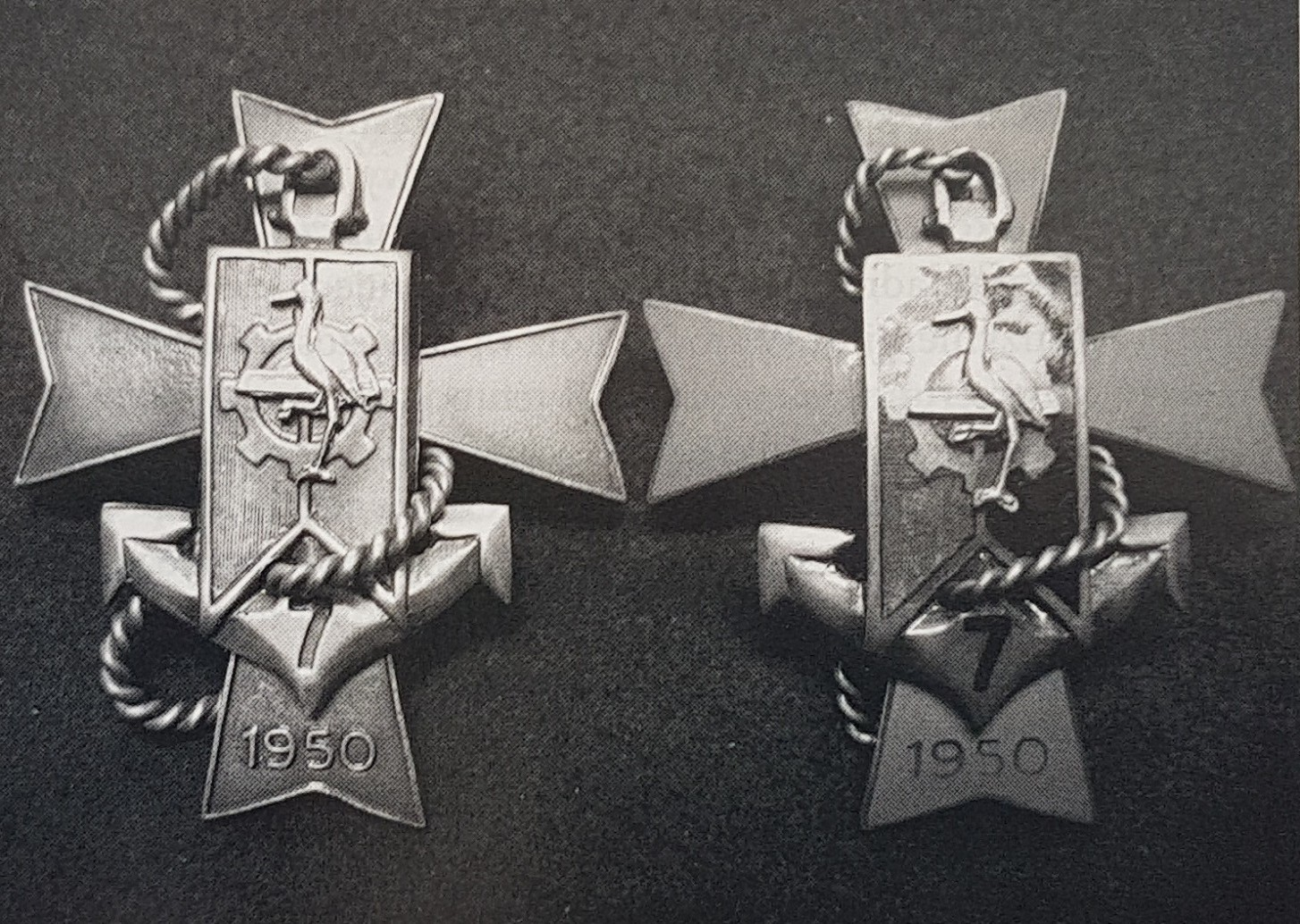
Odznaka honorowa 7 OSSIiMW

Odznaka ma kształt krzyża maltańskiego z wydłużonym dolnym ramieniem, gdzie widnieje rok powstania składnicy - 1950. Profil krzyża nawiązuje do odznaki 3 pułku pontonowego z Włocławka. Na bazie tego profilu przystąpiono do formowania krzyża 7 Okręgowej Składnicy Sprzętu Inżynieryjnego i Materiałów Wybuchowych. Jest pokryty błękitną emalią. Na tle krzyża rozmieszczono. stalową liną oplecioną srebrną kotwicą z czarną cyfrą 7 - numerem składnicy. Kotwica jest jednym z symboli wojsk inżynieryjnych, ponadto wyraża chrześcijańską wiarę i nadzieję. Na kotwicy umieszczony został emaliowany szkarłatno-czarny (barwy saperów) proporczyk, na którym znajduje się srebrne koło zębate, będące drugim (technicznym) elementem symboliki saperskiej. W środku koła wpisany został trzeci element saperskiej symboliki - srebrny wizerunek miny. Na te trzy elementy (proporczyk, koło zębate i mina) został nałożony srebrny żuraw trzymający kamień. Jednocześnie żuraw w takiej postaci jest częścią herbu Drawna, miasta, w którym w latach 1951 - 1999 stacjonowała składnica. Numer 1 uznano jako przynależny dla odznaki w sali tradycji. Pierwsze odznaki wręczono 10 listopada 1999. Ogółem nadano kilkadziesiąt odznak, w tym jedną żołnierską.
Wymiary: 50x40 mm
Wykonanie: PiK - Warszawa

### Patron
Patronem składnicy to przedwojenny oficer porucznik Albin Stanisławski. Uczczony został przez żołnierzy tabliczką pamiątkową umieszczoną na obelisku saperskim znajdującym się przy kościele pw. św. Jadwigi Królowej w Choszcznie. W 1939 został wyznaczony na dowódcę 9 Składnicy Saperów w Brześciu nad Bugiem. Po 17 kwietnia 1939 dostał się do niewoli radzieckiej. Był więziony w Kozielsku. Rozstrzelano go w lesie katyńskim w kwietniu 1940. 5 października 2007 Minister Obrony Narodowej decyzją Nr 439/MON awansował go pośmiertnie do stopnia kapitana. Awans został ogłoszony 9 listopada 2007 w Warszawie, w trakcie uroczystości „Katyń Pamiętamy – Uczcijmy Pamięć Bohaterów”.

## Przekształcenia
1. Okręgowy Skład Sprzętu Inżynieryjno-Saperskiego nr 2 → 7 Okręgowy Skład Sprzętu Inżynieryjno-Saperskiego → 7 Okręgowa Składnica Sprzętu Inżynieryjno-Saperskiego → 7 Okręgowa Składnica Sprzętu Inżynieryjnego i Materiałów Wybuchowych ↘ rozformowana w 1999
2. Skład Materiałowy Drawno w składzie 2 Rejonowej Bazy Materiałowej → Skład 1 Regionalnej Bazy Logistycznej Drawno